# 두릅나무과
두릅나무과(----科, 학명: Araliaceae)는 미나리목의 과이다. 주로 열대나 온대에 분포하며, 세계적으로 약 400여 종 가량이 알려져 있는데, 한국에는 오갈피나무·팔손이나무·두릅나무·엄나무·황칠나무 등이 분포하고 있다. 미나리과나 돈나무과와 가까운 과로, 이 두 과 및 다른 미나리목 과와의 경계는 확실치 않다. 일부 분류 체계에서는 두릅나무과를 넓은 의미의 미나리과에 포함시키는 경우도 있으나 아직 널리 받아들여지지는 않는다. 분자계통학 연구를 통해 기존에 미나리과로 분류되던 피막이속(Hydrocotyle)과 병풀속(Centella) 등은 두릅나무과와 더 근연관계가 있다는 결과가 나왔다. (Chandler & Plunkett 2004).
대부분 목본종이지만, 일부는 초본이나 덩굴을 이루는 것도 있다. 잎은 손꼴 또는 깃꼴 겹잎으로 어긋난다. 꽃은 보통 양성화인데, 암수딴그루인 것이나 양성화와 단성화가 섞이는 것(잡거성)도 있다. 화서는 산형꽃차례, 또는 그것이 단축된 두상 꽃차례를 이루며, 각각의 꽃은 작은 5수화로 방사대칭을 이루고 있다. 씨방은 하위로 1개 또는 여러 개의 방을 가지고 있으며, 각 방에는 1개의 씨가 만들어진다. 열매는 공 모양의 액과 또는 핵과이다.

## 하위 분류
- 두릅나무아과(Aralioideae Eaton)
- 피막이아과(Hydrocotyloideae Drude)